# Pan Twardowski

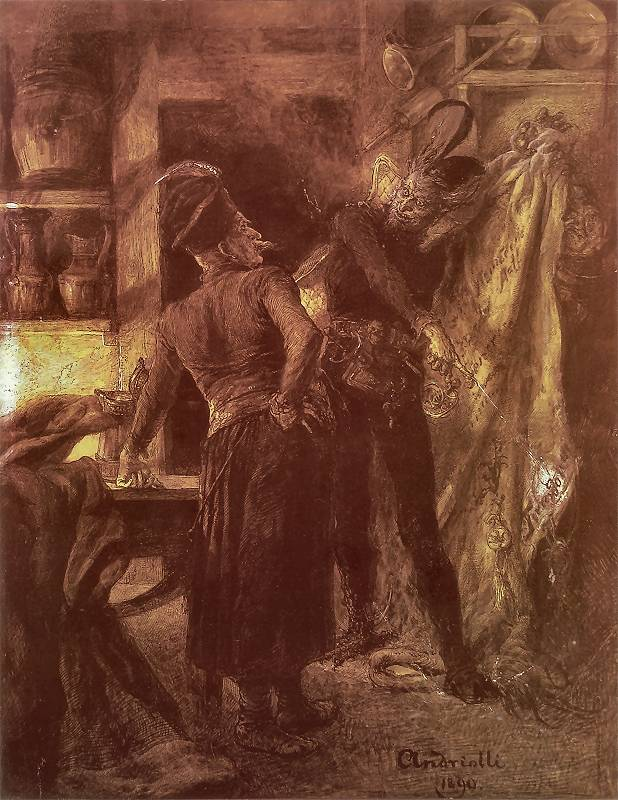
Twardowski en de duivel

Pan Twardowski is in de Poolse folklore en literatuur een tovenaar die een pact met de duivel sloot. Hij is te vergelijken met Faust in de Duitse literatuur. Net als Faust verkocht Twardowski zijn ziel in ruil voor speciale krachten. Zo riep hij bijvoorbeeld de geest van de overleden vrouw van koning Sigismund II August op, maar in tegenstelling tot Goethes personage kwam hij tragisch aan zijn einde. Het verhaal van Twardowski bestaat in verschillende versies, en vormt de basis van vele fictionele werken, waaronder een van Adam Mickiewicz.

## Legende

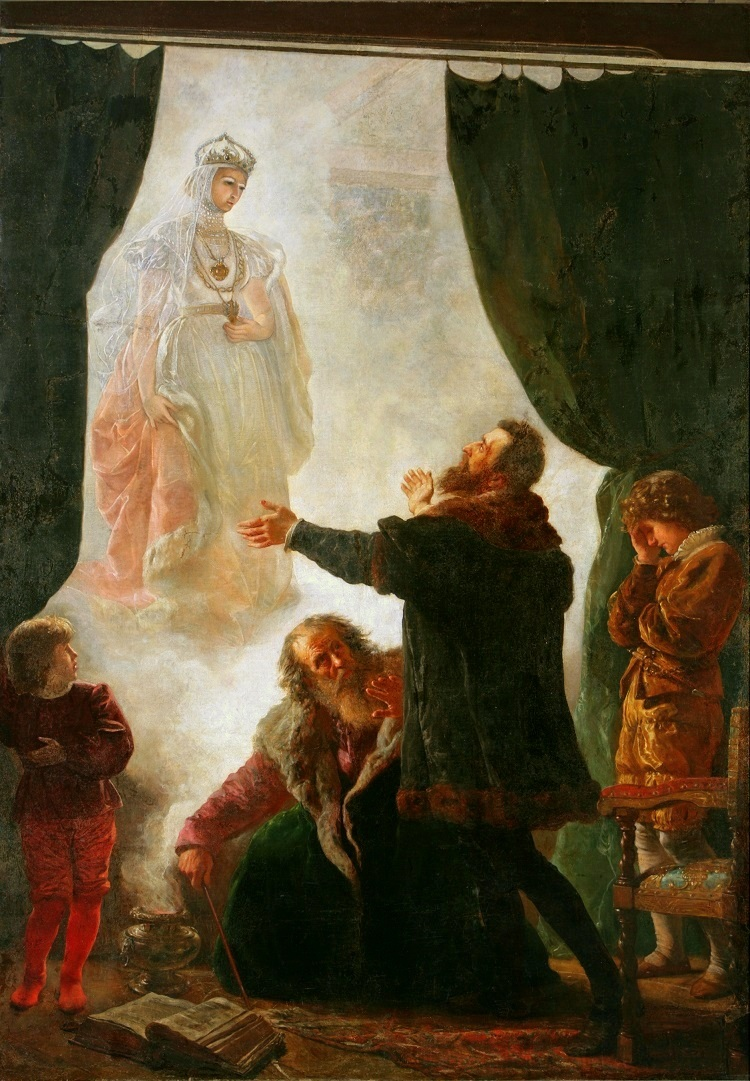
Oproeping van de geest van Barbara Radziwiłł, de overleden vrouw van Sigismund II August. 19e eeuw

Volgens een oude legende was Twardowski een edelman (szlachcic) die in de zestiende eeuw in Krakau woonde. Hij verkocht zijn ziel aan de duivel in ruil voor grote kennis en magische krachten. Twardowski wilde de duivel echter te slim af zijn door een speciale clausule in het contract, waarin stond dat duivel alleen zijn ziel in Rome, een plaats waar hij niet van plan was heen te gaan, ter helle kon voeren. In andere varianten van het verhaal wordt Twardowski als kind door zijn vader aan de duivel verkocht.
Met de hulp van de duivel rees Twardowski snel tot roem en rijkdom, en werd uiteindelijk hoveling bij koning Sigismund II August, die, na de dood van zijn geliefde vrouw, Barbara Radziwiłł zijn heil zocht bij magie en astrologie. Er werd gezegd dat Twardowski met behulp van een magische spiegel de geest van wijlen de koningin opriep om de rouwende koning te troosten. De tovenaar schreef ook twee boeken, beiden door de duivel gedicteerd: een boek over magie en een encyclopedie.
Na jaren zijn lot ontlopen te hebben, werd Twarodski er uiteindelijk door de duivel ingeluisd. Die pakte hem in een herberg genaamd Rzym (Pools voor Rome). Terwijl hij weggevoerd werd begon Twardowski tot de maagd Maria te bidden, die ervoor zorgde dat de duivel zijn slachtoffer halverwege de hel liet vallen. Twardowski viel op de maan, waar hij tot op de dag van vandaag nog woont. Zijn enige gezelschap is zijn sidekick die hij eens in een spin veranderde. Van tijd tot tijd laat hij de spin aan een draad afdalen naar aarde om hem nieuws van de wereld beneden te brengen.

## De historische Twardowski
Sommige Duitse historici suggereerden dat Twardowski weleens een Duitse edelman geweest zou kunnen zijn, die geboren was in Neurenberg en in Wittenberg gestudeerd had, voordat hij naar Krakau ging. Zijn speculatieve naam Laurentius Dhur werd gelatiniseerd tot Durus en veranderde in het Pools in Twardowski; durus en twardy betekenen respectievelijk in Latijn en Pools "hard". Er wordt ook gespeculeerd dat de legende geïnspireerd was op het leven van John Dee of zijn partner Edward Kelley, die beiden een tijdje in Krakau gewoond hebben.
De titel Pan, nu gebruikt als een universele erenaam en beleefdheidsvorm in modern Pools, was gereserveerd voor leden van de adel (szlachta) in de tijd dat het verhaal zich ontwikkelde, en was ruwweg een equivalent voor het Engelse Sir. Twardowski's voornaam wordt soms gegeven als Jan, hoewel in de meeste verhalen geen voornaam genoemd wordt. Er bestaat vaak echter wat verwarring tussen Pan Twardowski en Jan Twardowski, een Poolse katholieke priester en schrijver.

## Pan Twardowski in literatuur, muziek en film
De legende van Pan Twardowski inspireerden een groot aantal Poolse, Oekraïense, Russische en Duitse dichters, componisten, regisseurs en andere artiesten.
Een van de bekendste literaire werken is de komische ballade Pani Twardowska van Adam Mickiewicz (1822). In deze versie gaat Twardowski ermee akkoord naar de hel te gaan, op voorwaarde dat de duivel een jaar met zijn vrouw, Pani (Lady) Twardowska, doorbrengt. De duivel vlucht er echter voor weg, en dus is Twardowski gered. Stanislaw Moniuszko schreef in 1869 muziek bij de ballade.
Andere werken gebaseerd op de legende zijn onder anderen:
- Pan Tvardovsky, een opera van Alexey Verstovski, libretto van Mikhail Zagoskin (1828);
- Mistrz Twardowski [Meester Twardowski], een roman van Józef Ignacy Kraszewski (1840);
- Tvardovsky, een ballade door Semen Hulak-Artemovsky;
- Pan Twardowski, een ballet van Adolf Gustaw Sonnenfeld (1874);
- Mistrz Twardowski, een gedicht van Leopold Staff (1902);
- Pan Twardowski, een ballade van Lucjan Rydel (1906);
- Pan Tvardovsky, een film van Ladislas Starevich (1917);
- Pan Twardowski, een ballet van Ludomir Różycki (1921);
- Pan Twardowski, een film van Wiktor Biegański (1921);
- Pan Twardowski, czarnoksiężnik polski een roman van Wacław Sieroszewski (1930);
- Pan Twardowski, een film van Henryk Szaro, screenplay van Wacław Gąsiorowski (1936);
- Pan Twardowski oder Der Polnische Faust, een roman van Matthias Werner Kruse (1981);
- Dzieje Mistrza Twardowskiego, een film van Krzysztof Gradowski (1995).

Pan Twardowski is ook een populaire figuur in de volkskunst van de regio Krakau. Hij wordt bijvoorbeeld gevonden in enige van de beroemde Krakause kerstallen (szopki). Hij wordt typisch uitgebeeld als een Poolse edele die een haan berijdt, of op de maan staat.

## Plaatsen die met Pan Twardowski geassocieerd worden

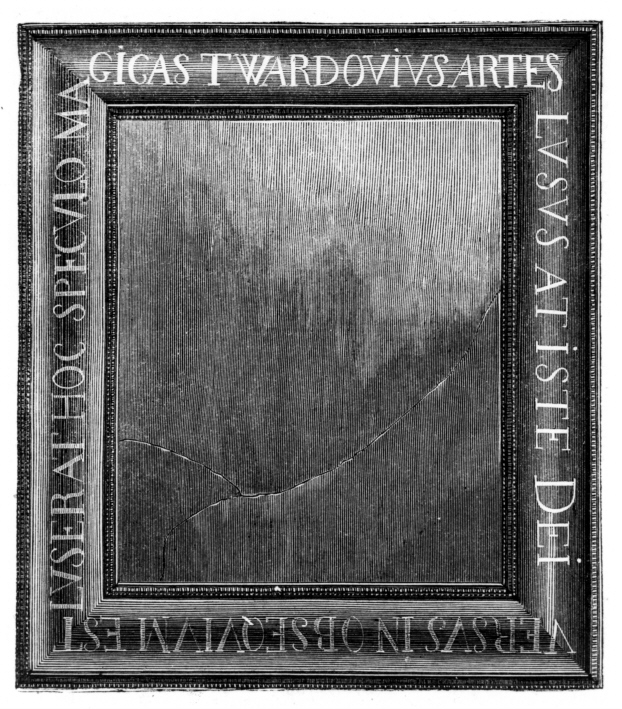
Twardowski-spioegel

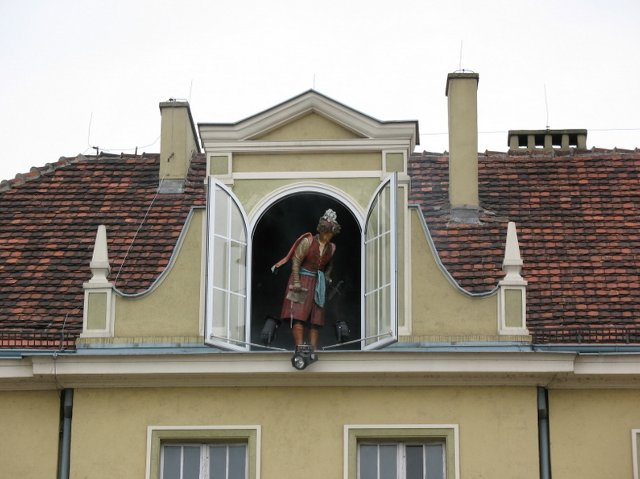
Twardowski leunt uit het raam in Bydgoszcz, Polen

Er wordt gezegd dat Twardowski in of bij Krakau gewoond heeft, destijds de hoofdstad van Polen. Verschillende plaatsen in Krakau zouden de exacte locatie van Twardowski's huid zijn. De tovenaar zou of ergens in het centrum vlak bij de Rynek Główny or Ulica Grodzka gewoond hebben, of aan de overkant van rivier de Wisła in het dorpje Krzemionki (nu een deel van Krakau).
Door heel Polen heen zijn er legio herbergen en cafés die Rome (Rzym) heten, die allen beweren dat Twardowski daar door de duivel gehaald werd.. De oudste hiervan stamt uit de zeventiende eeuw, zo'n 100 jaar na Twardowski's tijd. De best bekende herberg is waarschijnlijk die in Sucha.
In de sacristie van een kerk in Węgrów hangt een gepolijste metalen plaat waarvan men beweert dat het de magische spiegel was die eens aan Twardowski toebehoorde. Volgens de legende kon men de toekomst in de spiegel zien, totdat deze in 1812 door Napoleon Bonaparte gebroken werd, toen hij zijn toekomstige terugtrekking uit Rusland en het ineenstorten van zijn keizerrijk zag.
Er wordt ook gezegd dat Twardowski enig tijd doorbracht in de stad Bydgoszcz, waar onlangs een figuur in het raam van een woning gemonteerd werd. Om 13:13 en om 21:13 gaat het raam open en verschijnt Pan Twardowski, begeleid door rare muziek en duivels gelach. Hij maakt dan een buiging, zwaait met zijn hand en verdwijnt weer. Deze kleine show trekt grote aantallen toeschouwers.